# 高知県立文学館
高知県立文学館（こうちけんりつぶんがくかん、Kochi Literary Museum）は高知県高知市にある文学館。

## 概要
1997年に開設された。高知県ゆかりの約40人の文学者と作品を紹介する文学館である。
前身は、1969年に開設された高知県立郷土文化会館である。高知城の城郭内に立地し、外壁が石張りの建物を館施設として使用している。

## 常設展示
展示室は時代別とジャンル別で以下のコーナーに分かれる。
- 古典文学・近世文学 - 紀貫之「土佐日記」、義堂周信、絶海中津、鹿持雅澄、今村楽
- 自由民権運動と文学 - 宮崎夢柳、中江兆民、植木枝盛、坂崎紫瀾、幸徳秋水、田岡嶺雲
- 反骨の大衆文学 - 黒岩涙香、大町桂月、田中貢太郎、田岡典夫、浜本浩、馬場孤蝶、森下雨村
- 現代の文学 - 田中英光、タカクラテル、上林暁、田宮虎彦、小山いと子、大原富枝、安岡章太郎、清岡卓行、宮尾登美子、倉橋由美子
- 近現代の詩歌 - 岡本弥太、島崎曙海、大江満雄、片山敏彦、上田秋夫、槇村浩、橋田東聲、北見志保子、若尾瀾水、浜田波静
- 高知ゆかりの作家たち - 吉井勇、司馬遼太郎、大岡昇平、井伏鱒二、高浜虚子
- 宮尾文学の世界 - 宮尾登美子資料の展示
- 常設展示企画コーナー - 年1回程度展示テーマを変えて展示資料を入れ替える動きのある展示コーナー
- 寺田寅彦記念室

- みんなあつまれ!こどものぶんがく室 - 土佐の民話
- 高知出身児童童話作家の紹介 - 田島征三、田島征彦、西村繁男、横山充男、中脇初枝

## 利用情報
- 開館時間 - 9:00-17:00（入館は16:30まで）[2]
- 休館日 - 年末年始（12月27日～1月1日）[2]（メンテナンス等で臨時休館することがある）

## 建築概要
- 基本設計：M.A設計事務所
- 竣工：1969年
- 敷地面積：6,400m2
- 延床面積：2,812m2
- 所在地：高知市丸ノ内一丁目1番20号

## アクセス
- JR高知駅　徒歩20分
- とさでん交通高知城前停留場　徒歩4分

## 周辺
- 高知城
- 高知県立公文書館